# Eugenio di Firenze
Eugenio (... – Firenze, 422) è stato un diacono a Firenze ai tempi del vescovo Zanobi; è considerato santo dalla Chiesa cattolica.

## Agiografia
Eugenio, nella Vita di san Zanobi, vescovo di Firenze agli inizi del V secolo, è presentato come diacono dello stesso vescovo. 
Secondo la leggenda, Eugenio fu educato da sant'Ambrogio, il quale lo ordinò diacono e poi lo condusse con sé a Firenze; affidato al vescovo Zenobio, Eugenio avrebbe operato alcuni miracoli e sarebbe poi morto assistito dai vescovi Ambrogio e Zanobi e dal suddiacono Crescenzio. 

## Culto
La Chiesa lo ricorda il 17 novembre. 